# Embrasse-moi (film, 1989)
Pour plus de détails, voir Fiche technique et Distribution.
Embrasse-moi est un film français réalisé par Michèle Rosier et sorti en 1989.

## Synopsis
Louise, douze ans, vit à Paris avec sa mère divorcée. Un jour d'été, sa mère ramène un jeune homme prénommé Helmut, dans leur appartement et ils s'affichent ouvertement devant elle. Louise et Helmut vont s'affronter.

## Fiche technique
- Titre : Embrasse-moi
- Réalisation : Michèle Rosier
- Scénario : Michèle Rosier
- Photographie : Darius Khondji
- Décors : Raúl Gimenez
- Son : Jean-Jacques Ferran et Gérard Lamps
- Musique : Aldo Romano
- Montage : Andrée Davanture
- Production : Go-Films - La Sept Cinéma
- Pays d'origine :  France
- Durée : 95 minutes
- Date de sortie : France - 15 mars 1989

## Distribution
- Sophie Rochut : Louise
- Dominique Valadié : Nora, la mère
- Thomas Nock : Helmut
- Patrick Chesnais : Pierre, le père
- Philippe Clévenot : l'accordeur
- Yann Collette : le voyageur
- Isabelle Sadoyan : Gaby
- Anouk Grinberg : la voyante
- Sylvie Jacob : l'amie de Louise
- Muriel Jolly : Thérèse
- Didier Bras : l'inspecteur